# مارتینزتورپ
مارتینزتورپ (به انگلیسی: Martinsthorpe) یک روستا و محله مدنی در بریتانیا است که در راتلند واقع شده‌است. مارتینزتورپ ۰ نفر جمعیت دارد.